# Волосся Пеле

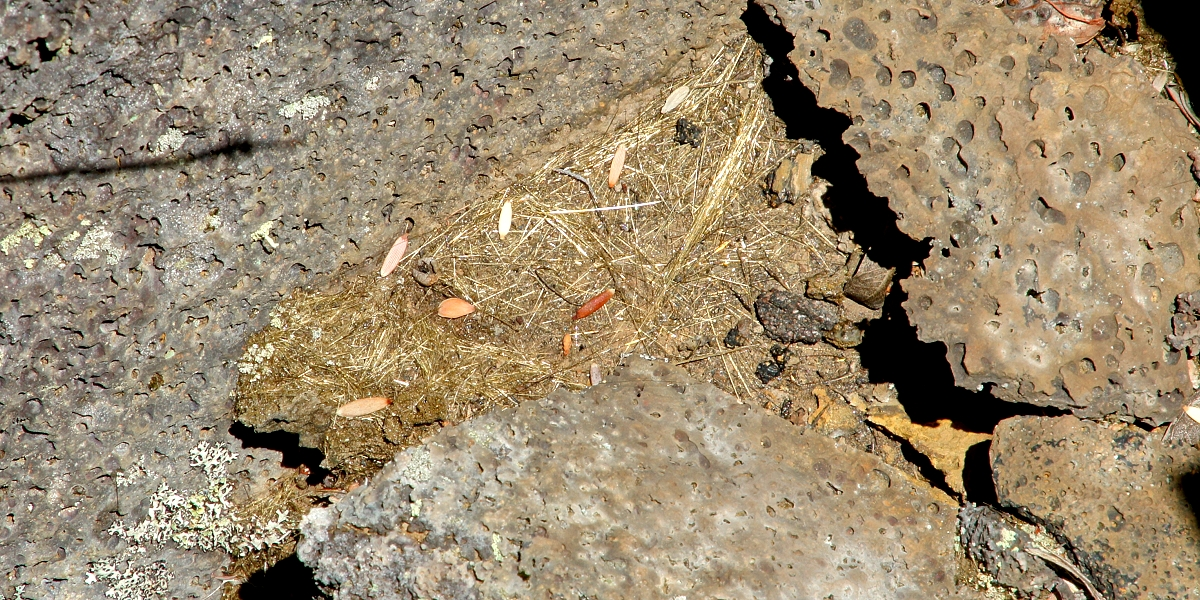
Волосся Пеле, на острові Гаваї

«Волосся Пеле», також відьомське волосся (англ. Pele's hair, ісл. nornahár) — ниткоподібна (або капілярна) форма лави у вигляді волокон з вулканічного скловолокна. Нитки утворюються за рахунок розтягування розплавлених базальтових фонтанів, потоків, лавопадів і сплесків лави, яка швидко остигає в повітрі на вітрі.

## Термін

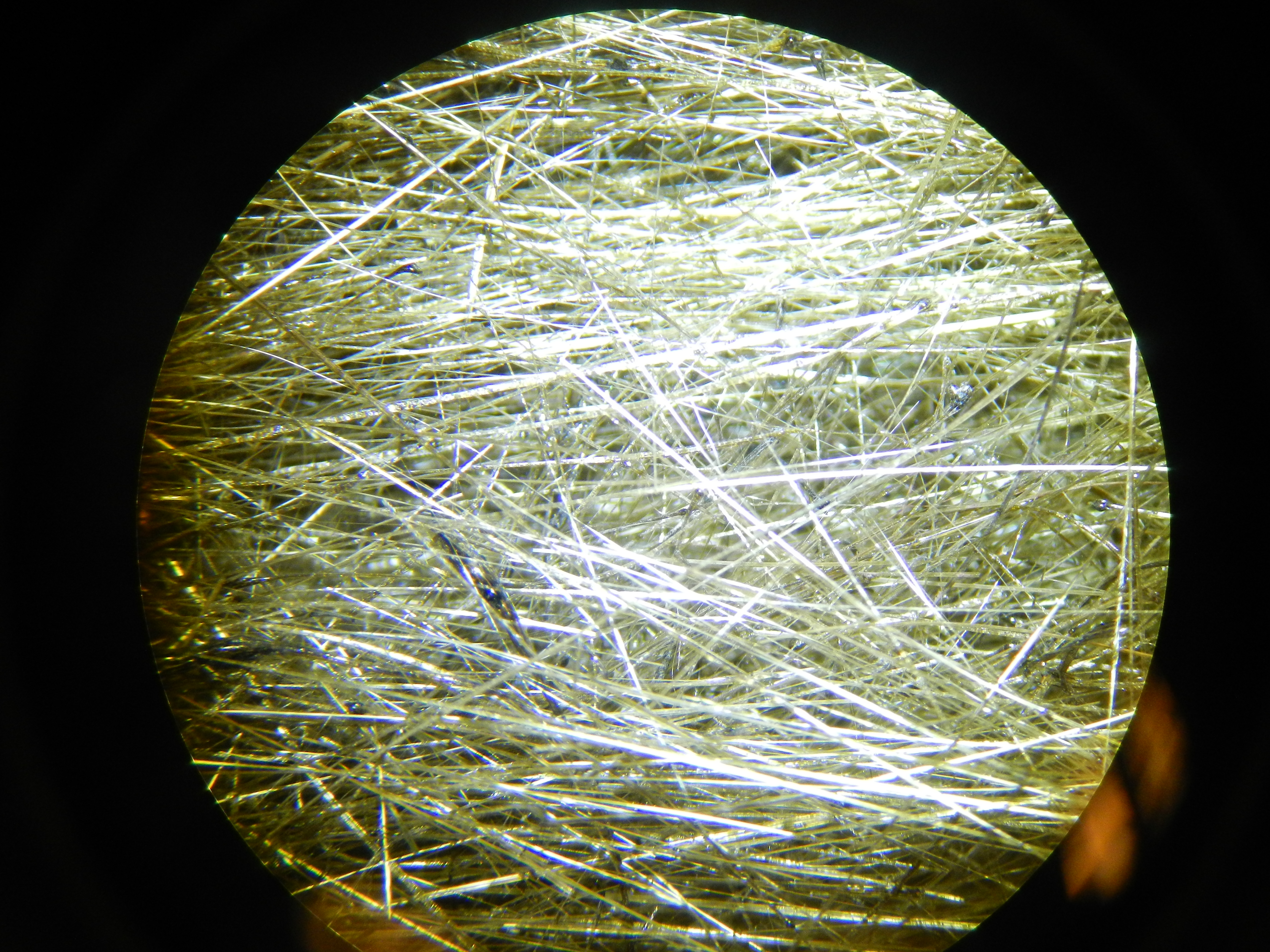
Під мікроскопом

У 1840 році геолог Джеймс Дена описав волосся Пеле (англ. Pele's hair) на вулкані Кілауеа.
В сучасну наукову літературу цю волосовидну капілярну форму лави ввів в 1967 році американський вулканолог Гордон Макдональд. Він назвав її гавайських терміном, на честь Пеле — богині вулканів, відомої в гавайській міфології як володарка вогню і сильного вітру.
В Ісландії такі вулканічні утворення називають «відьомським волоссям» (ісл. nornahár).

## Опис

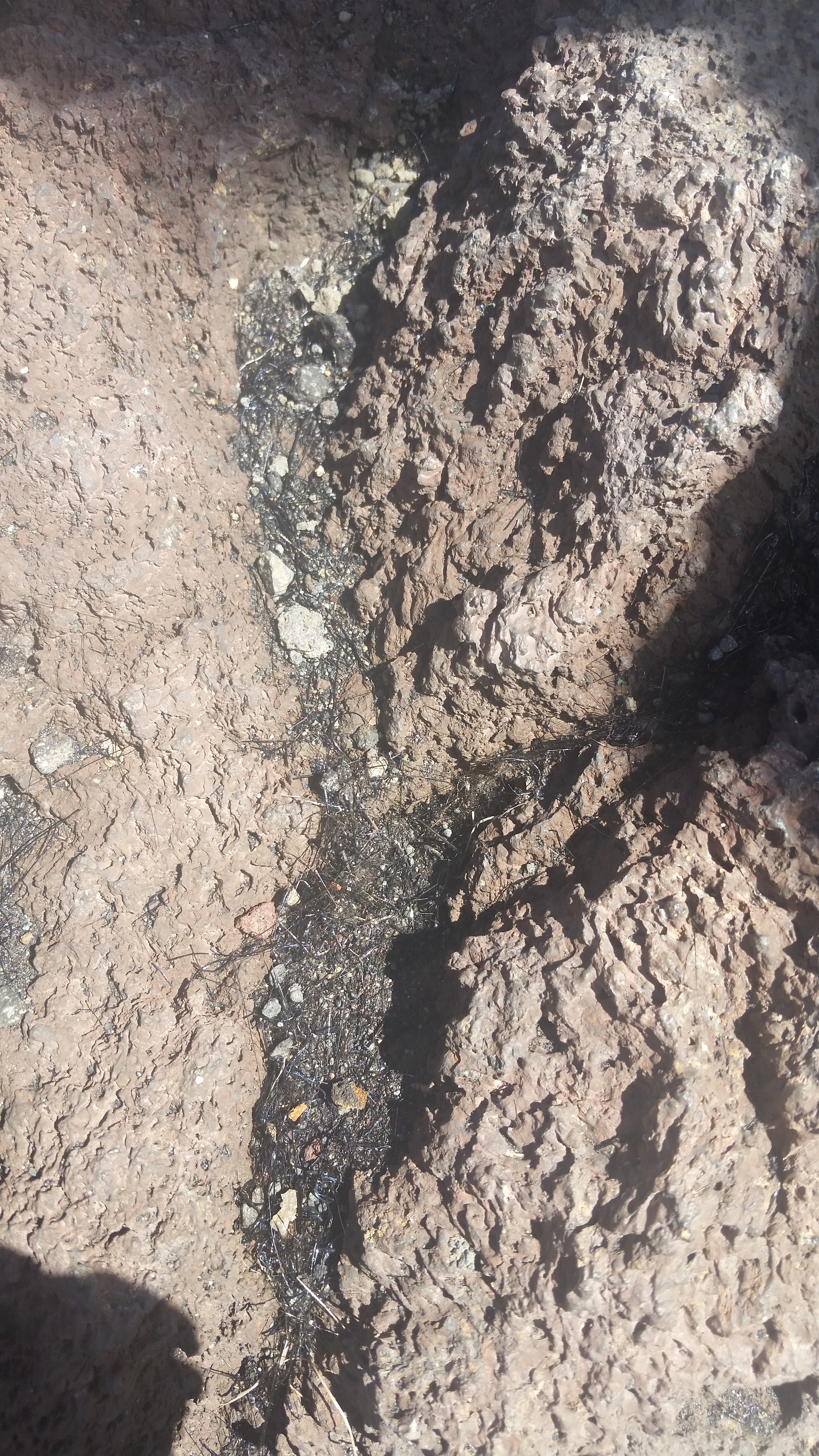
У кратері Сантьяго Масая (вулкан)

Утворюються з лави з температурою близько 1160 °C.
Волосся Пеле — тонке і легке, тому вітер розносить його на великі відстані. Воно відкладається в тріщинах і зниженнях рельєфу.
Волокна мають золотисто-жовтий колір, блищать на сонці, схожі на людську волосину або тонку суху соломку. Довжина значно варіюється (вкрай ламкі), зазвичай 5-15 см (рідко до 2 м), діаметр 0,5-2 мм.
Волокна дуже тендітні, з часом, на вітрі і при трясці руйнуються і перетворюються на пісок і пил.

## Поширення
Волосся Пеле широко представлено навколо діючих вулканів з високотемпературною (дуже текучою рідкою) лавою, особливо на вулкані Кілауеа на острові Гаваї, США.
Зустрічається також на інших активних вулканах:
- Італія — вулкан Етна
- Ісландія — активні вулкани
- Нікарагуа — вулкан Масая
- Ефіопія — вулкан Ертале

## Виробництво і застосування
- У виробництві виробляється і використовується схоже за властивостями базальтове волокно або кам'яна вата.
- Аналогічна структура — скловолокно і мінеральна вата.

Застосовується як ізоляційні і фільтрувальні матеріали.

## Цікаві факти
Гавайці традиційно вважають, що вони повинні жити в гармонії з усіма природними створіннями, тому не рекомендують збирати будь-які форми лави, тим більше що «волосся Пеле» неможливо перевозити через їх крихкість. Крім того, Федеральний закон забороняє брати що-небудь з національних парків. Щороку велика кількість лави вирушає назад на Гаваї людьми, які вірять, що стали невдачливими після того, як привезли її додому

## Див. також

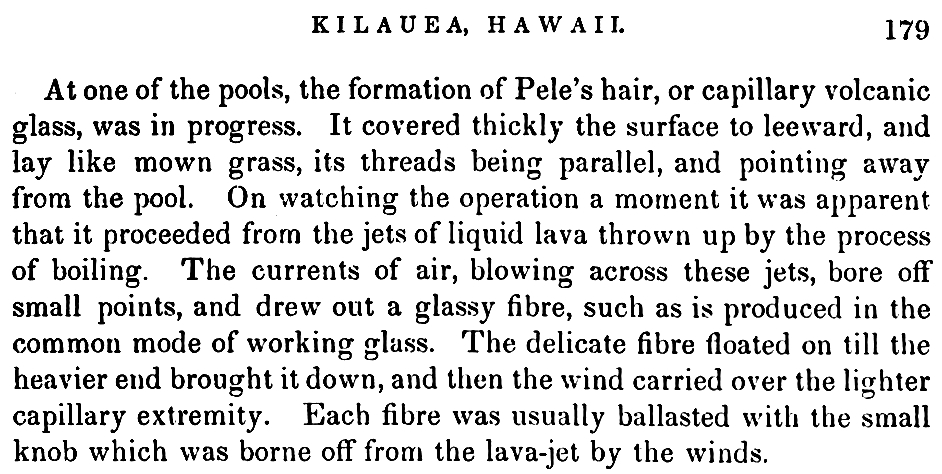
Перший опис Волосся Пеле 1849 рік.